# Алетрия
Алетрия (порт. Aletria, «вермишель»; «сладкая вермишель» Aletria doce; «вермишель с яйцами» Aletria com ovos) — португальский десерт, приготовленный на основе вермишели, сахара и яиц. Алетрия имеет разновидности в регионах страны. В регионе Бейра алетриа имеет плотную консистенцию и может быть нарезана ломтиками, тогда как в Минью его консистенция более кремовая. Рецепты приготовления алетрии разнятся — алетрия может быть как похожа на десертный пудинг и иметь твёрдую консистенцию (aletria de faca), так и быть мягкой и напоминать кремовый десерт (aletria cremosa). Вермишель отваривается в воде или молоке, к ней добавляется яйцо взбитое с сахаром, сливочное масло. В качестве ароматизаторов используется ваниль, корица, лимон. Полученная масса проваривается на медленном огне и выкладывается в форму для подачи. Перед подачей, блюдо зачастую дополняется корицей, лимонной или апельсиновой цедрой, яблоком. Десерт обычно подается на Рождество, особенно в северных регионах Португалии, в качестве альтернативы рисовому пудингу.
Название «алетрия» происходит происходит от средневекового арабского «итрийя» («iṭriyya», араб. إطرية‎), означающего разновидность макаронных изделий, близкую к лингуине, тальятелле или фетучини. Вермишель, вероятно, была завезена на Пиренейский полуостров маврами в VIII или IX веке, в эпоху правления Омейядов, и позже была интегрирована в национальные кухни полуострова. Примечательно, что итальянское блюдо чичери э трия имеет ту же этимологию, в связи с его появлением в Южной Италии, более века бывшей в значительной степени под властью арабов.